# شهرک حیدرآباد
شهرک حیدرآباد روستایی در دهستان جلگه چاه هاشم بخش جلگه چاه‌هاشم شهرستان دلگان استان سیستان و بلوچستان ایران است.

## جمعیت
بر پایه سرشماری عمومی نفوس و مسکن در سال ۱۳۹۵ جمعیت این روستا ۱۶۹ نفر (۴۱ خانوار) بوده‌است.